# Adam Drummond, 17. Baron Strange

Wappen des Adam Drummond, 17. Baron Strange

Adam Humphrey Drummond, 17. Baron Strange (* 20. April 1953) ist ein britischer Peer.

## Leben
Er ist das älteste von sechs Kindern des Humphrey ap Evans, Captain der Royal Artillery, aus dessen Ehe mit der Schriftstellerin und Politikerin Cherry Drummond, 16. Baroness Strange. Seine Mutter war zudem 10. Laird von Megginch bei Errol in Perthshire. Sein Vater nahm mit Genehmigung des Lord Lyon vom 14. März 1966 den Familiennamen und das Wappen seiner Gattin, „Drummond“, an und nannte sich fortan Humphrey Drummond of Megginch.
Adam wurde am Eton College, an der Royal Military Academy Sandhurst und an der Heriot-Watt University in Edinburgh ausgebildet. Ab 1973 diente er als Offizier der Grenadier Guards in der British Army und stieg dort bis in den Rang eines Major der Grenadier Guards auf.
Er heiratete 1988 Hon. Mary Emma Jeronima Dewar, Tochter des John Dewar, 4. Baron Forteviot. Sie haben ein Sohn und eine Tochter:
- Hon. John Adam Humphrey Drummond (* 1992);
- Hon. Sophie Frances Drummond (* 1991).

2005 erbte er beim Tod seiner Mutter deren Adelstitel als Baron Strange. Am Tag vor ihrem Tod hatte diese ihr Testament geändert und ihr gesamtes Vermögen inklusive des Familiensitzes Megginch Castle ihrer jüngsten Tochter vermacht.